# Lipovac
 Ovo je glavno značenje pojma Lipovac. Za druga značenja pogledajte Lipovac (razdvojba).
Lipovac je naselje u općini Nijemci u Vukovarsko-srijemskoj županiji. 
Nalazi se kod čvora autoceste A3 Zagreb - Lipovac.

## Stanovništvo
Prema popisu stanovništva 2011. godine naselje je imalo 511 stanovnika
| broj stanovnika | 839   | 1022  | 1409  | 1163  | 1463  | 1367  | 1299  | 1343  | 1105  | 1297  | 1527  | 1556  | 1442  | 1409  | 1243  | 814   | 556   |
|                 | 1857. | 1869. | 1880. | 1890. | 1900. | 1910. | 1921. | 1931. | 1948. | 1953. | 1961. | 1971. | 1981. | 1991. | 2001. | 2011. | 2021. |

## Šport
- NK Lipovac, županijski ligaš